# Acerronia

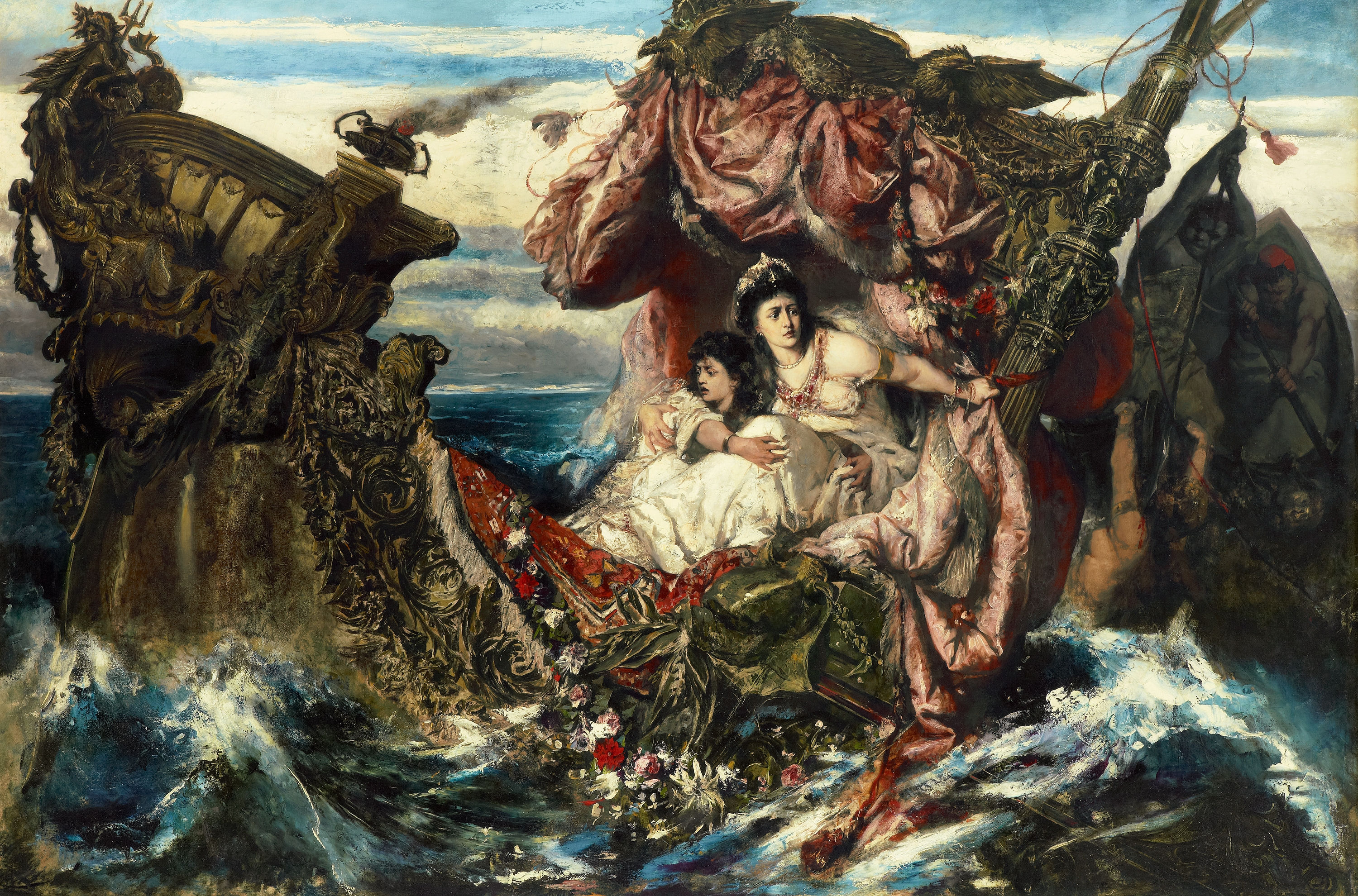
El naufragio de Agripina, de Gustav Wertheimer, a la derecha, la muerte de Acerronia.

Acerronia Pola  (m. 59) fue una dama romana del siglo I, amiga y confidente de Agripina la Menor, madre del emperador Nerón.

## Familia
Acerronia fue miembro de la gens Acerronia e hija del consular Cneo Acerronio Próculo.

## Muerte
Estaba con Agripina, de quien era amiga  y confidente, cuando esta sufrió el atentado de la bahía de Nápoles. Acerronia cayó al agua y pidió socorro a gritos diciendo que ella era Agripina y que salvasen a la madre del emperador. Sin embargo, los conjurados la mataron a golpes con los remos y las pértigas creyendo que actuaban contra la emperatriz.